# アーヘンの戦い
アーヘンの戦い（アーヘンのたたかい、独: Schlacht um Aachen, 英: Battle of Aachen）は、1944年10月にドイツの都市アーヘンをめぐって行われた戦いである。この戦いが行われたとき、アーヘンには20,000名の住民しかいなかった。1939年の調査では160,000人いた住人の残りは、ドイツ軍の指揮官ゲルハルト・フォン・シュヴェリーン伯爵によって、連合軍の攻撃を避けるために疎開していたのである。さらにフォン・シュヴェリーンは、街の建物を連合軍の空襲から守ろうと、連合軍への降伏を考えていたので、ヒトラーによって更迭された。ヒトラーはゲルハルト・ヴィルクを指揮官に任じ、加えてアーヘン防衛のため5,000名の国民突撃隊を派遣した。
連合軍側は、アーヘンを包囲し、補給線を断って孤立させることを目論んでいた。これに対し、カール大帝戴冠の街であり、神聖ローマ帝国（後に「ドイツ人の神聖ローマ帝国」と呼ばれた）、すなわちヒトラーの言うところの「第一帝国」の故地であるアーヘンは、ドイツ史上に非常に重要な街であった。さらには、連合軍の進攻を受ける最初のドイツ本土の主要都市でもあり、ヒトラーはどのような犠牲を払ってでもアーヘンを防衛するように命令した。ヒトラーは「第三帝国の生存を確実にするためには、アーヘンの戦線の維持が必要である」と考えていたという。
差し当たって、アメリカ第9軍は、アーヘンを南北に別れて機動していた。しかしアーヘン守備隊が脅威になる可能性に気付くに至り、米軍司令部は街を直接攻撃することを決定した。
米軍はアーヘン市内で、土地を知り尽くし地の利を得たドイツ軍との凄惨な市街戦に直面することになった。もっとも激しい戦闘に巻き込まれたのは、第745戦車大隊に支援された第1歩兵師団第26連隊第2大隊、第3大隊だった。また北側からは第30歩兵師団が攻撃をかけた。

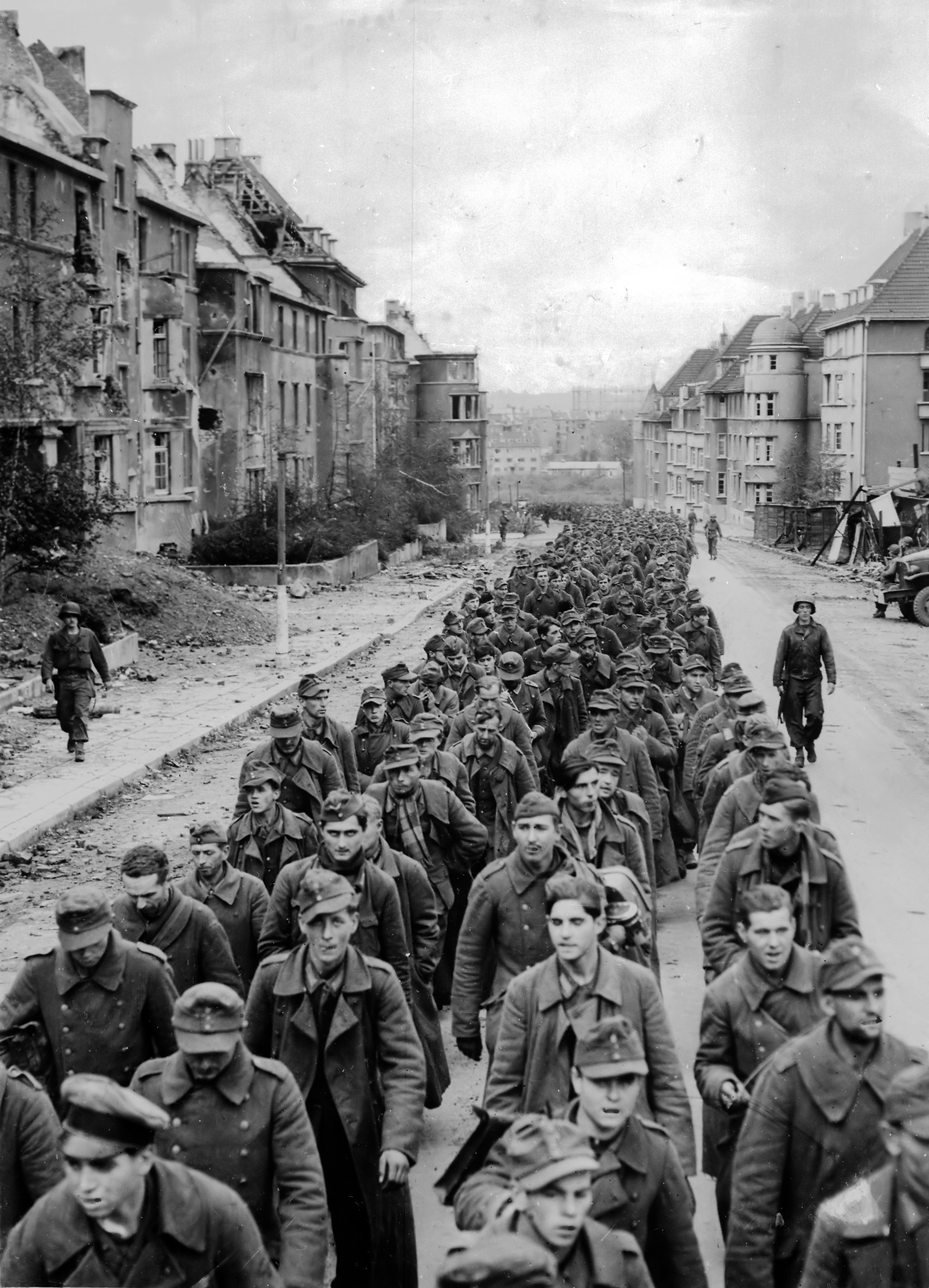
アーヘン陥落後、連合国軍に降伏したドイツ兵の列

ドイツ軍の抵抗は激しく、第30歩兵師団は2,000名の損害を出して一部の部隊が第29歩兵師団の部隊と交代するほどであった。最終的に、アーヘンはその支配権に対し、両軍にそれぞれ5,000名という損害を支払わせた。ドイツ軍はさらに、5,600名が連合国軍の捕虜となった。
占領後の10月31日、連合軍はフランツ・オッペンホフをアーヘンの新市長としたが、彼はハインリヒ・ヒムラーの特命を受けたドイツの特殊部隊「人狼部隊」によって1945年3月25日に暗殺された。